# Xã Salem, Quận Cass, Minnesota
Xã Salem (tiếng Anh: Salem Township) là một xã thuộc quận Cass, tiểu bang Minnesota, Hoa Kỳ. Năm 2010, dân số của xã này là 95 người.